# 16e cérémonie des Critics' Choice Movie Awards
La 16e cérémonie des Critics' Choice Movie Awards, décernés par la Broadcast Film Critics Association, a eu lieu le 14 janvier 2011, et a récompensé les films sortis en 2010.

## Palmarès

### Meilleur film
- The Social Network
  - 127 heures (127 Hours)
  - Black Swan
  - Le Discours d'un roi (The King's Speech)
  - The Fighter
  - Inception
  - The Town
  - Toy Story 3
  - True Grit
  - Winter's Bone

### Meilleur réalisateur
- David Fincher pour The Social Network
  - Darren Aronofsky pour Black Swan
  - Danny Boyle pour 127 heures (127 Hours)
  - Joel et Ethan Coen pour True Grit
  - Tom Hooper pour Le Discours d'un roi (The King's Speech)
  - Christopher Nolan pour Inception

### Meilleur acteur
- Colin Firth pour le rôle du roi George VI dans Le Discours d'un roi (The King's Speech)
  - Jeff Bridges pour le rôle du Marshal Reuben J. Cogburn dans True Grit
  - Robert Duvall pour le rôle de Felix Bush dans Get Low
  - Jesse Eisenberg pour le rôle de Mark Zuckerberg dans The Social Network
  - James Franco pour le rôle d'Aron Ralston dans 127 heures (127 Hours)
  - Ryan Gosling pour le rôle de Dean Pereira dans Blue Valentine

### Meilleure actrice
- Natalie Portman pour le rôle de Nina Sayers dans Black Swan
  - Annette Bening pour le rôle de Nic dans Tout va bien, The Kids Are All Right (The Kids Are All Right)
  - Nicole Kidman pour le rôle de Becca Corbett dans Rabbit Hole
  - Jennifer Lawrence pour le rôle de Ree Dolly dans Winter's Bone
  - Noomi Rapace pour le rôle de Lisbeth Salander dans Millénium (Män som hatar kvinnor)
  - Michelle Williams pour le rôle de Cindy dans Blue Valentine

### Meilleur acteur dans un second rôle
- Christian Bale pour le rôle de Dickie Eklund dans The Fighter
  - Andrew Garfield pour le rôle d'Eduardo Saverin dans The Social Network
  - Jeremy Renner pour le rôle de James Coughlin dans The Town
  - Sam Rockwell pour le rôle de Kenny Waters dans Conviction
  - Mark Ruffalo pour le rôle de Paul dans Tout va bien, The Kids Are All Right (The Kids Are All Right)
  - Geoffrey Rush pour le rôle de Lionel Logue dans Le Discours d'un roi (The King's Speech)

### Meilleure actrice dans un second rôle
- Melissa Leo pour le rôle d'Alice dans The Fighter
  - Amy Adams pour le rôle de Charlene Fleming dans The Fighter
  - Helena Bonham Carter pour le rôle de Elizabeth Bowes-Lyon dans Le Discours d'un roi (The King's Speech)
  - Mila Kunis pour le rôle de Lily dans Black Swan
  - Hailee Steinfeld pour le rôle de Mattie Ross dans True Grit
  - Jacki Weaver pour le rôle de Janine "Smurf" Cody dans Animal Kingdom

### Meilleur espoir
- Hailee Steinfeld pour le rôle de Mattie Ross dans True Grit
  - Elle Fanning pour le rôle de Cleo dans Somewhere
  - Jennifer Lawrence pour le rôle de Ree Dolly dans Winter's Bone
  - Chloe Moretz pour le rôle d'Abby dans Laisse-moi entrer (Let Me In) et pour le rôle de Hit-Girl dans Kick-Ass
  - Kodi Smit-McPhee pour le rôle d'Owen dans Laisse-moi entrer (Let Me In)

### Meilleure distribution
- The Fighter
  - Tout va bien, The Kids Are All Right (The Kids Are All Right)
  - Le Discours d'un roi (The King's Speech)
  - The Social Network
  - The Town

### Meilleur scénario original
- Le Discours d'un roi (The King's Speech) - David Seidler
  - Another Year - Mike Leigh
  - Black Swan - Mark Heyman, Andres Heinz et John J. McLaughlin
  - The Fighter - Scott Silver, Paul Tamasy et Eric Johnson
  - Inception - Christopher Nolan
  - Tout va bien, The Kids Are All Right (The Kids Are All Right) - Lisa Cholodenko et Stuart Blumberg

### Meilleur scénario adapté
- The Social Network - Aaron Sorkin
  - 127 heures (127 Hours) - Simon Beaufoy et Danny Boyle
  - The Town - Ben Affleck, Peter Craig et Sheldon Turner
  - Toy Story 3 - Michael Arndt
  - True Grit - Joel et Ethan Coen
  - Winter's Bone - Debra Granik et Anne Rosellini

### Meilleure photographie
- Inception
  - 127 heures (127 Hours) – Anthony Dod Mantle et Enrique Chediak (en)
  - Black Swan
  - Le Discours d'un roi (The King's Speech)
  - True Grit

### Meilleure direction artistique
- Inception
  - Alice au pays des merveilles (Alice in Wonderland)
  - Black Swan
  - Le Discours d'un roi (The King's Speech)
  - True Grit

### Meilleur montage
- Inception
  - 127 heures (127 Hours) – Jon Harris
  - Black Swan
  - The Social Network

### Meilleurs costumes
- Alice au pays des merveilles (Alice in Wonderland)
  - Black Swan
  - Le Discours d'un roi (The King's Speech)
  - True Grit

### Meilleur maquillage
- Alice au pays des merveilles (Alice in Wonderland)
  - Black Swan
  - Harry Potter et les Reliques de la Mort - 1re partie (Harry Potter and the Deathly Hallows - Part 1)
  - True Grit

### Meilleurs effets visuels
- Tron : L'Héritage (Tron: Legacy)

### Meilleurs effets spéciaux
- Inception
  - Alice au pays des merveilles (Alice in Wonderland)
  - Harry Potter et les Reliques de la Mort - 1re partie (Harry Potter and the Deathly Hallows - Part 1)

### Meilleur son
- Inception
  - 127 heures (127 Hours) – Douglas Cameron, Glenn Freemantle, Steven C. Laneri, Richard Pryke et Ian Tapp
  - Black Swan
  - The Social Network
  - Toy Story 3

### Meilleur film étranger
- Millénium (Män som hatar kvinnor) •  Suède
  - Biutiful •  Mexique/ Espagne
  - Amore (Io sono l'amore) •  Italie

### Meilleur film d'action
- Inception
  - Kick-Ass – Matthew Vaughn
  - Red
  - The Town
  - Unstoppable

### Meilleure comédie
- Easy A
  - American Trip (Get Him to the Greek)
  - Crazy Night (Date Night)
  - Cyrus
  - I Love You Phillip Morris
  - Very Bad Cops (The Other Guys)

### Meilleur film d'animation
- Toy Story 3
  - Dragons (How To Train Your Dragon)
  - L'Illusionniste (The Illusionist)
  - Moi, moche et méchant (Despicable Me)
  - Raiponce (Tangled)

### Meilleur documentaire
- Waiting for Superman
  - Faites le mur ! (Exit Through the Gift Shop)
  - Inside Job
  - Restrepo
  - Joan Rivers: A Piece of Work
  - The Tillman Story

### Meilleur téléfilm
- The Pacific
  - Temple Grandin
  - La Vérité sur Jack (You Don't Know Jack)

### Meilleure chanson originale
- "If I Rise" - 127 heures (127 Hours)
  - "I See the Light" - Raiponce (Tangled)
  - "Shine" - Waiting for Superman
  - "We Belong Together" - Toy Story 3
  - "You Haven't Seen the Last of Me" - Burlesque

### Meilleur compositeur
- The Social Network - Trent Reznor et Atticus Ross
  - Black Swan - A. R. Rahman
  - Le Discours d'un roi (The King's Speech) - Alexandre Desplat
  - Inception - Hans Zimmer
  - True Grit - Carter Burwell

## Joel Siegel Award
- Matt Damon

## Récompenses et nominations multiples

### Nominations multiples
12 : Black Swan
11 : Le Discours d'un roi, True Grit
10 : Inception
9 : The Social Network
8 : 127 heures
6 : The Fighter
5 : Toy Story 3, The Town
4 : Winter's Bone, Alice au pays des merveilles
3 : Kick-Ass, Tout va bien, The Kids Are All Right
2 : Millénium, Raiponce, Harry Potter et les Reliques de la Mort - 1re partie, Laisse-moi entrer, Waiting for Superman

### Récompenses multiples
6/10 : Inception
4/9 : The Social Network
3/6 : The Fighter
2/11 : Le Discours d'un roi
2/4 : Alice au pays des merveilles